# DUSP19
DUSP19 (англ. Dual specificity phosphatase 19) – білок, який кодується однойменним геном, розташованим у людей на короткому плечі 2-ї хромосоми.  Довжина поліпептидного ланцюга білка становить 217 амінокислот, а молекулярна маса — 24 194.
| 10         |  | 20         |  | 30         |  | 40         |  | 50         |
| ---------- |  | ---------- |  | ---------- |  | ---------- |  | ---------- |
| MYSLNQEIKA |  | FSRNNLRKQC |  | TRVTTLTGKK |  | IIETWKDARI |  | HVVEEVEPSS |
| GGGCGYVQDL |  | SSDLQVGVIK |  | PWLLLGSQDA |  | AHDLDTLKKN |  | KVTHILNVAY |
| GVENAFLSDF |  | TYKSISILDL |  | PETNILSYFP |  | ECFEFIEEAK |  | RKDGVVLVHC |
| NAGVSRAAAI |  | VIGFLMNSEQ |  | TSFTSAFSLV |  | KNARPSICPN |  | SGFMEQLRTY |
| QEGKESNKCD |  | RIQENSS    |  |            |  |            |  |            |

A: Аланін

C: Цистеїн

D: Аспарагінова кислота

E: Глутамінова кислота

F: Фенілаланін

G: Гліцин

H: Гістидин

I: Ізолейцин

K: Лізин

L: Лейцин

M: Метіонін

N: Аспарагін

P: Пролін

Q: Глутамін

R: Аргінін

S: Серин

T: Треонін

V: Валін

W: Триптофан

Кодований геном білок за функціями належить до гідролаз, протеїн-фосфатаз. 
Задіяний у таких біологічних процесах як поліморфізм, ацетиляція, альтернативний сплайсинг. 